# Liaison carbone-hydrogène
La liaison C-H est une liaison chimique entre un atome de carbone et un atome d'hydrogène, qu'on trouve principalement dans les composés organiques. Les liaisons C-H ont une longueur de liaison de 1.09 Å et une énergie de liaison autour de 413 kJ/mol (voir tableau). En utilisant l'échelle de Pauling, la différence d'électronégativité entre les deux atomes est de 0.4. Cette valeur plutôt faible est le signe d'une liaison covalente. Les composés qui contiennent uniquement des liaisons C-H et C-C sont: les alcanes, les alcènes, les alcynes et les composés aromatiques. Ces liaisons sont souvent non représentées lorsqu'on donne la structure d'une molécule.

## Réactivité
La liaison C-H est en général non réactive. Pour certains types de composés, dit "carbone acides", la liaison C-H est suffisamment acide pour que le proton puisse être arraché. Les liaisons non réactives se trouvent dans les alcanes et pas à proximité d'un hétéroatome (O, N, Si etc). Elles peuvent cependant être impliquées dans des substitutions radicalaires, subir une activation de liaison par des métaux ou une insertion de carbène.
Bien que la liaison C-H soit l'une des plus fortes, sa force peut varier de 30 % en magnitude dans les composés organiques stables, même en l'absence d'hétéroatomes:
| Liaison     | radical            | Énergie de dissociation de liaison (kcal/mol) |
| ----------- | ------------------ | --------------------------------------------- |
| CH3-H       | Méthyle            | 103                                           |
| C2H5-H      | Éthyle             | 98                                            |
| (CH3)2HC-H  | Isopropyle         | 95                                            |
| (CH3)3C-H   | Tert-butyle        | 93                                            |
| CH2=CH-H    | Vinyle             | 112                                           |
| C6H5-H      | phényle            | 110                                           |
| CH2=CHCH2-H | Allyle             | 88                                            |
| C6H5CH2-H   | Benzyle            | 85                                            |
| OC4H7-H     | Tétrahydrofuranyle | 92                                            |